# Quincy (Florida)
Quincy is een plaats (city) in de Amerikaanse staat Florida, en valt bestuurlijk gezien onder Gadsden County.

## Demografie
Bij de volkstelling in 2000 werd het aantal inwoners vastgesteld op 6982.
In 2006 is het aantal inwoners door het United States Census Bureau geschat op 6913, een daling van 69 (-1,0%).

## Geografie
Volgens het United States Census Bureau beslaat de plaats een oppervlakte van
19,7 km², geheel bestaande uit land. Quincy ligt op ongeveer 49 m boven zeeniveau.

## Plaatsen in de nabije omgeving
De onderstaande figuur toont nabijgelegen plaatsen in een straal van 32 km rond Quincy.